# Osnat Shurer
Osnat Shurer é uma produtora cinematográfica e cineasta israelense. Como reconhecimento, foi nomeada ao Oscar 2017 na categoria de Melhor Filme de Animação por Moana.